# Ressonância magnética nuclear de prótons

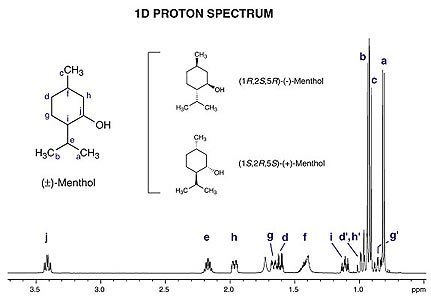
Exemplo de espectro de RMN de ^{1}H (unidimensional) de uma mistura de enantiômeros de mentol representados graficamente como intensidade do sinal (eixo vertical) vs. desvio químico (em ppm no eixo horizontal). Sinais do espectro foram atribuídos a grupos de átomos de hidrogênio (o j no extremo esquerdo) da estrutura no canto superior esquerdo.

Ressonância magnética nuclear de prótons (RMN de prótons, RMN de hidrogênio-1, ou RMN 1H) é a aplicação de ressonância magnética nuclear na espectroscopia de RMN em relação aos núcleos de hidrogênio-1 dentro das moléculas de uma substância, de maneira a determinar a estrutura de suas moléculas.  Em amostra onde o hidrogênio (H) natural é utilizado, praticamente todo o hidrogênio consiste no isótopo 1H (hidrogênio-1; i.e. tendo um próton por núcleo).
Os espectros de RMN simples são registrados em solução e os prótons do solvente não devem interferir. São preferidos solventes deuterados (deutério = 2, frequentemente simbolizados como D), especialmente para uso em RMN, e.g. água deuterada, D2O, acetona deuterada, (CD3)2CO, metanol deuterado, CD3OD, dimetilsulfóxido deuterado, (CD3)2SO e clorofórmio deuterado, CDCl3. No entanto, um solvente sem hidrogênio, tal como tetracloreto de carbono, CCl4, ou dissulfeto de carbono, CS2, também pode ser usado.